# Amenorreia
Amenorreia (pré-AO 1990: Amenorréia) significa ausência de menstruação.
Pode ser classificada em primária ou secundária. A amenorreia primária define a ausência de menarca e a amenorreia secundária se dá por falta de menstruação por 3 ciclos consecutivos ou 6 meses em mulheres que já apresentaram ciclo normal.
Em mulheres com vida sexual ativa e em idade reprodutiva a causa mais comum de amenorreia (e de atraso menstrual) é a gravidez. 
Podem acontecer devido a várias causas, como por exemplo a utilização de fármacos, gravidez, stress, tumores no sistema nervoso central (ex. tumor hipersecretante prolactina). Também há a informação de que mulheres atletas tendem a ter amenorreia numa frequência maior do que mulheres que não praticam esportes.
O tratamento da amenorreia pode ser feito com base na hormonoterapia no caso de disfunção ou ausência dos ovários e menopausa. Os medicamentos usados nesse caso são normalmente à base de estrogênios e/ou progestagênios. Tratamentos não hormonais são indicados em pacientes com amenorreia devido a super produção de prolactina ou outras causas, como psicológica. Nesses casos, pode-se indicar a psicoterapia ou medicamentos que redução a produção de prolactina.